# NGC 4448
NGC 4448 (również PGC 40988 lub UGC 7591) – galaktyka spiralna z poprzeczką (SBab), znajdująca się w gwiazdozbiorze Warkocza Bereniki. Została odkryta 11 kwietnia 1785 roku przez Williama Herschela.